# Catenicula
Catenicula is een mosdiertjesgeslacht uit de  familie van de Alysidiidae en de orde Cheilostomatida.  De wetenschappelijke naam ervan werd in 1852 voor het eerst geldig gepubliceerd door Busk.

## Soorten
- Catenicula compacta O'Donoghue & de Watteville, 1944
- Catenicula corbulifera O'Donoghue, 1924